# Omvang (peuple)
Pour les articles homonymes, voir Omvang.
Les Omvang (ou Mvang, Mpang) sont une population du Cameroun vivant dans les Régions du Centre et de l'Est du Cameroun et concentrée dans le département du Nyong-et-Mfoumou.Principalement dans la commune d'Ayos, dans des villages tels que Atout, Emini, Mbaka, Mebissi, Ngoubi, Ngoun I, Ngoun II, Nguinda, Nkoloboudou ou Obis.

## Langue
Ils parlent l'omvang, un dialecte de l'ewondo.

## Population
En 1933 une étude de l'administration coloniale les rattache aux Fangs, les situe autour d'Akonolinga et estime leur nombre à 3 168.